# Grödby
Grödby est une ville de Suède où vivent à peine 368 habitants située dans la commune de Nynäshamn, dans le comté de Stockholm.